# 岸本武流
岸本 武流（きしもと たける、1997年7月16日 - ）は、奈良県橿原市出身のプロサッカー選手。Jリーグ・ガンバ大阪所属。ポジションはディフェンダー、ミッドフィールダー。
妻はタレントの三江彩花。

## 来歴

### クラブ
2016年、下部組織を得てセレッソ大阪のトップチームに昇格。5月1日、J3リーグ第7節のY.S.C.C.横浜で丸岡満に変わってJリーグ初出場を果たす。5月15日、J3第9節の鹿児島ユナイテッドFC戦でJリーグ初得点。2017年3月12日、グルージャ盛岡とのJ3開幕戦では2得点をあげる活躍を見せた。リーグカップ戦では出場機会のなかった選手らと共に勝ち上がりに貢献、チームは優勝した。センターフォワードからサイドバックまで様々なポジションで起用できることからも重宝された。
2018年、水戸ホーリーホックに育成型期限付き移籍で加入。2月25日、開幕戦のモンテディオ山形戦で先発すると、全得点に絡む活躍を見せた。4月15日、第9節のツエーゲン金沢戦で移籍後初得点を決めた。10月28日、第39節のモンテディオ山形戦では決勝点を決めて勝利に貢献した。
2019年、育成型期限付き移籍で徳島ヴォルティスに加入。第5節の東京ヴェルディ戦で得点を決めて、DAZNによる第5節のベストゴールに選出された。8月16日、徳島ヴォルティスに完全移籍で加入することが発表された。
2021年12月25日、清水エスパルスへの完全移籍が発表された。
2024年より、徳島時代に共闘したポヤトス監督が率いるガンバ大阪へ完全移籍。5月11日、第13節の名古屋グランパス戦で移籍後初得点となる決勝点を決めてチームの連勝に貢献。

### 代表
2016年10月、AFC U-19選手権のメンバーに選出。準決勝のベトナム戦ではFWで先発し、先制点をあげて3-0の勝利に貢献した。翌年5月に行われたFIFA U-20ワールドカップのメンバーには選ばれなかった。

### 選手としての特徴
スタミナ、スピードに長けている。また、パスセンスには長けていないが、様々なポジションで起用可能であり、セレッソ大阪時代はセンターフォワードでも起用された。セレッソ大阪U-23ではリーグ戦で44試合出場15得点を記録している。

## 所属クラブ
- 桜FC
- セレッソ大阪U-18（大阪学芸高等学校）
- 2016年 - 2019年8月  セレッソ大阪
  - 2018年  水戸ホーリーホック（育成型期限付き移籍）
  - 2019年 - 同年8月  徳島ヴォルティス（育成型期限付き移籍）
- 2019年8月 - 2021年  徳島ヴォルティス
- 2022年 - 2023年  清水エスパルス
- 2024年 -  ガンバ大阪

## 個人成績
| 国内大会個人成績 | 国内大会個人成績 | 国内大会個人成績 | 国内大会個人成績 | 国内大会個人成績 | 国内大会個人成績 | 国内大会個人成績 | 国内大会個人成績 | 国内大会個人成績 | 国内大会個人成績 | 国内大会個人成績 | 国内大会個人成績 |
| 年度             | クラブ           | 背番号           | リーグ           | リーグ戦         | リーグ戦         | リーグ杯         | リーグ杯         | オープン杯       | オープン杯       | 期間通算         | 期間通算         |
| 年度             | クラブ           | 背番号           | リーグ           | 出場             | 得点             | 出場             | 得点             | 出場             | 得点             | 出場             | 得点             |
| 日本             | 日本             | 日本             | 日本             | リーグ戦         | リーグ戦         | リーグ杯         | リーグ杯         | 天皇杯           | 天皇杯           | 期間通算         | 期間通算         |
| ---------------- | ---------------- | ---------------- | ---------------- | ---------------- | ---------------- | ---------------- | ---------------- | ---------------- | ---------------- | ---------------- | ---------------- |
| 2016             | C大阪            | 40               | J2               | 0                | 0                | -                | -                | 0                | 0                | 0                | 0                |
| 2017             | C大阪            | 40               | J1               | 0                | 0                | 3                | 0                | 0                | 0                | 3                | 0                |
| 2018             | 水戸             | 40               | J2               | 38               | 3                | -                | -                | 1                | 0                | 39               | 3                |
| 2019             | 徳島             | 15               | J2               | 36               | 4                | -                | -                | 1                | 0                | 37               | 4                |
| 2020             | 徳島             | 15               | J2               | 39               | 2                | -                | -                | 2                | 0                | 41               | 2                |
| 2021             | 徳島             | 15               | J1               | 36               | 5                | 2                | 0                | 2                | 0                | 40               | 5                |
| 2022             | 清水             | 15               | J1               | 10               | 0                | 5                | 1                | 1                | 0                | 16               | 1                |
| 2023             | 清水             | 15               | J2               | 32               | 3                | 3                | 1                | 1                | 0                | 36               | 4                |
| 2024             | G大阪            | 15               | J1               | 26               | 1                | 1                | 0                | 5                | 1                | 32               | 2                |
| 2025             | G大阪            | 15               | J1               |                  |                  |                  |                  |                  |                  |                  |                  |
| 通算             | 日本             | 日本             | J1               | 72               | 6                | 11               | 1                | 8                | 1                | 91               | 8                |
| 通算             | 日本             | 日本             | J2               | 145              | 12               | 3                | 1                | 5                | 0                | 153              | 13               |
| 総通算           | 総通算           | 総通算           | 総通算           | 207              | 18               | 14               | 2                | 13               | 1                | 234              | 21               |

| 2016   | C大23  | 40     | J3     | 18 | 6  | 18 | 6  |
| 2017   | C大23  | 40     | J3     | 26 | 9  | 26 | 9  |
| 通算   | 日本   | 日本   | J3     | 44 | 15 | 44 | 15 |
| 総通算 | 総通算 | 総通算 | 総通算 | 44 | 15 | 44 | 15 |

その他の公式戦
- 2023年
  - J1昇格プレーオフ 2試合0得点

| 国際大会個人成績 | 国際大会個人成績 | 国際大会個人成績 | 国際大会個人成績 | 国際大会個人成績 |
| 年度             | クラブ           | 背番号           | 出場             | 得点             |
| AFC              | AFC              | AFC              | ACL              | ACL              |
| ---------------- | ---------------- | ---------------- | ---------------- | ---------------- |
| 2025/26/2        | G大阪            | 15               |                  |                  |
| 通算             | AFC              | AFC              |                  |                  |

出場歴
- Jリーグ初出場 - 2016年5月1日 J3第7節 vsY.S.C.C.横浜（キンチョウスタジアム）
- Jリーグ初得点 - 2016年5月15日 J3第9節 vs鹿児島ユナイテッドFC（鹿児島県立鴨池陸上競技場）

## タイトル

### クラブ
セレッソ大阪U-18
- 高円宮杯U-18サッカーリーグ プレミアリーグ WEST：1回（2014年）
- 高円宮杯U-18サッカーリーグ チャンピオンシップ：1回（2014年）

セレッソ大阪
- Jリーグカップ：1回（2017年）
- 天皇杯全日本サッカー選手権大会：1回（2017年）

徳島ヴォルティス
- J2リーグ：1回（2020年）

### 代表
U-19日本代表
- AFC U-19選手権：1回（2016年）

## 代表歴
- U-17日本代表
  - 第18回国際ユースサッカー in 新潟（2014年）
  - サニックス杯国際ユースサッカー大会（2014年）
  - 第21回バツラフ・イェジェク国際ユーストーナメント（2014年）
- U-18日本代表
  - 第27回国際ユースフットボールトーナメント（2015年）
  - SBSカップ国際ユースサッカー（2015年）
  - Panda Cup（2015年）
- U-19日本代表
  - Panda Cup（2016年）
  - NTC招待大会（2016年）
  - AFC U-19選手権（2016年）